# کورتلند (میسیسیپی)
کورتلند (به انگلیسی: Courtland) شهرکی در ایالت میسیسیپی کشور ایالات متحده آمریکا است که جمعیت آن در سرشماری سال ۲۰۱۰ میلادی، ۵۱۱
نفر بوده‌است.